# امین نیازف
امین نیازف (روسی: Амин Ирматович Ниязов؛ ۷ نوامبر ۱۹۰۳ – ۲۶ دسامبر ۱۹۷۳) سیاستمدار اهل اتحاد جماهیر شوروی بود. وی از ۷ آوریل ۱۹۵۳ تا ۲۲ دسامبر ۱۹۵۵ دبیر اول حزب کمونیست ازبکستان بود.
امین نیازف در ۲۶ دسامبر ۱۹۷۳، در سن ۷۰ سالگی درگذشت.
وی همچنین برندهٔ جوایزی همچون نشان پرچم سرخ کار، نشان ستاره سرخ، و نشان لنین شده‌است.